# Красин, Михаил Яковлевич
 Михаил Яковлевич Красин  (1833—1880) — русский педагог, профессор Казанской духовной академии и Императорского Казанского университета.

## Биография
Сын сельского дьячка. Окончил Орловскую духовную семинарию и Московскую духовную академию. После окончания в 1858 году курса со степенью магистра был назначен преподавателем русской словесности в ярославскую духовную семинарию, 31 января 1859 года был переведён в Казанскую духовную академию бакалавром по кафедре физики, а потом и математики. Эти предметы он преподавал также и в других казанских учебных заведениях и в частных домах; кроме того, он преподавал: в академии — французский язык, во 2-й казанской гимназии — латинский язык (1865—1866). С 4 июня 1865 года — экстраординарный, с 10 января 1868 года — ординарный профессор Казанской академии.
В 1869 году по новому уставу духовных академий кафедра физики и математики была закрыта, и он стал преподавать в академии римскую словесность и латинский язык. За исследование о сочинении блаженного Августина «De civitate Dei» 29 ноября 1873 года он получил степень доктора богословия. Оставив все частные уроки, Красин состоял с 1875 года членом казанского комитета духовной цензуры, членом академического совета и разных комиссий по составлению различных правил и инструкций. В 1875 году он был приглашён в должности ординарного профессора читать лекции по римской словесности на историко-филологическом факультете Казанского университета и занимал там кафедру до 1880 года, не покидая академии.
Умер 6 (18) июля 1880 года.

## Сочинения
- «Творение блаж. Августина De civitate Dei, как апология христианства в его борьбе с римским язычеством» (Казань 1873; докторская диссертация);
- «Обзор определений константинопольского собора по вопросам Феогноста Сарайского» («Православный собеседник». — 1863)
- «Обзор определений собора владимирского 1274 г.» («Православный собеседник». — 1863)
- «Обзор определений собора виленского 1509 г.» («Православный собеседник». — 1863);
- «Обзоры правил древних русских митрополитов» («Православный собеседник». — 1864, III; 1865, I и II; и 1866, I)
- «Положение женщины в древнейшем Риме» («Православный собеседник». — 1877, III), актовая речь в Казанской духовной академии 8 ноября 1877 г.